# Chrysler CO
Der Chrysler Serie CO war ein PKW der Mittelklasse, den Chrysler in Detroit im Modelljahr 1933 herstellte. Er ersetzte die Serie CI und stellte die billigste Chrysler-Modellreihe dar, die sich allerdings am besten verkaufen ließ.
Der Wagen besaß den seitengesteuerten 6-Zylinder-Reihenmotor seines Vorgängers mit 3670 cm³ Hubraum, der allerdings 83 bhp (61 kW) Leistung abgab. Über eine Einscheiben-Trockenkupplung und ein Dreiganggetriebe mit Mittelschaltung wurden die Hinterräder angetrieben. Es wurden neun verschiedene Karosserien angeboten, die im Wesentlichen denen des Vorgängermodells entsprachen. Das halbautomatische Getriebe mit pneumatisch betätigter Kupplung – noch Sonderausstattung beim Vorgänger – gehörte nun zur Serienausstattung.
17.814 Exemplare entstanden von der Serie CO. Im Modelljahr 1934 ersetzte die überarbeitete Serie CA / CB die Serie CO.

## Quelle
- Beverly R. Kimes, Henry A. Clark: Standard Catalog of American Cars 1805–1942. Krause Publications, Iola 1985, ISBN 0-87341-045-9.